# Mogrus cognatus
Mogrus cognatus là một loài nhện trong họ Salticidae.
Loài này thuộc chi Mogrus. Mogrus cognatus được Wanda Wesołowska & Antonius van Harten miêu tả năm 1994.